# ベルティル (ハッランド公)
ハッランド公爵ベルティル王子（スウェーデン語: Prins Bertil, 全名:Bertil Gustaf Oskar Carl Eugén, 1912年2月28日 – 1997年1月5日）は、スウェーデンの王族、海軍軍人。軍人としての最終階級は大将。

## 人物
当時王太子だったスコーネ公グスタフ・アドルフ王子（後のグスタフ6世アドルフ）とその最初の妃マルガレータの三男として、ストックホルム宮殿で誕生。
1947年に、長兄ヴェステルボッテン公グスタフ・アドルフが航空事故で急逝し、当時まだ1歳の甥カール・グスタフ王子が、高齢の父の継嗣として近い将来に王太子となるべき立場になった際は、他の兄弟たちが君主である祖父グスタフ5世の許可なく結婚したことにより王位継承権を放棄していたため、当時まだ独身だったベルティルを摂政とすることが検討された。
このことによりベルティルは、王位継承者であるカール・グスタフが十分に成人して血統を保つことが可能になるまで、王族の地位を保持しなければならなくなった。そのため、当時交際していたウェールズ出身の平民であるリリアン・デービスとは婚約せず、内縁関係に止まることを選択した。しかし、父グスタフ6世アドルフは即位後、カール・グスタフが成年に達するまで長寿を保つこととなった。
父の死後、新国王カール16世グスタフは叔父ベルティルとリリアンの結婚を承認し、1976年12月7日にドロットニングホルムで結婚式を執り行った。夫妻の間に子供はいなかった。その後も、王位継承権第1位の地位にある人間として、国王の代理としての役割を果たし続けた。未亡人となったリリアン夫人は2013年に死去するまで“ハッランド公爵夫人殿下”として正式に王族の一員となっていた。
1980年1月1日に王位継承法が改正されたことにより、王位継承権はカール16世グスタフの子孫にのみ認められることとなったが、特例によりベルティルにも王位継承権が与えられていた。
ベルティルは国民からの人気が非常に高く、自動車やテニスなどをはじめとする様々なスポーツ競技の後援者ならびに愛好家として知られていた。

## 軍人としての階級
- 1934年10月4日 - 少尉
- 1937年 - 中尉
- 1942年2月13日 - 大尉
- 1948年4月1日 - 中佐
- 1952年 - 大佐
- 1956年 - 少将
- 1969年 - 大将